# كيان خجندي
کیان خجندي (بالفرنسية: Kyan Khojandi)‏ ولد يوم 29 أغسطس 1982 في ريمس، هو كوميدي وممثل وكاتب ومخرج فرنسي من أصل إيراني من جهة الأب وفرنسي من جهة الأم.بعد سلسلة من أشرطة الفيديو على الإنترنت،کیان خجندي بدأ مسيرته في عالم الكوميدي. في سبتمبر 2011،عرف بالمسلسل التلفزيوني القصيرة باختصار (بالفرنسية: bref)‏ الذي عرض في قناة كنال+.

## روابط خارجية
- كيان خجندي على موقع IMDb (الإنجليزية)
- كيان خجندي على موقع روتن توميتوز (الإنجليزية)
- كيان خجندي على موقع ألو سيني (الفرنسية)
- كيان خجندي على موقع ميوزك برينز (الإنجليزية)
- كيان خجندي على موقع أول موفي (الإنجليزية)
- كيان خجندي على موقع قاعدة بيانات الفيلم (الإنجليزية)
- كيان خجندي على موقع كينوبويسك (الروسية)